# 维拉尔-杜托努和阿伦滕
维拉尔-杜托努和阿伦滕是葡萄牙波尔图区的一个堂区。总面积4.57平方公里，总人口1447人，人口密度316.6人/平方公里。